# Карпатська культура курганних поховань
Карпатська культура курганних поховань - археологічна культура середини бронзової доби у Центральній Європі. Є місцевим варіантом культури курганних поховань.

## Поширення
Західна Словаччина на схід від річки Ваг (Нове-Замки, Салка), Бургенланд, на частині західної Угорщини.

## Родовід культури
Виникла з мад'ярської культури під впливами зі східу та південного сходу. Культура карпатських курганних поховань створила основу для пречаканської та чаканської культур.
Була в інтенсивних зносинах зі середньодунайської культурою курганних поховань та обидві мали зносини з цивілізаціями Східного Середземномор’я.
Культура знаходилася під культурним впливом пілінської та станівської (Сучу-де-Сус) культур. Наприклад, бронзові вироби як у Середньодунайській культурі курганних поховань, але за формою пілінської культури.
Висоти розвитку культура досягла у Сачянському ступені (городище Салка у окрузі Нового Замку).
Наприкінці починають вживати леза.